# 主飞行显示器

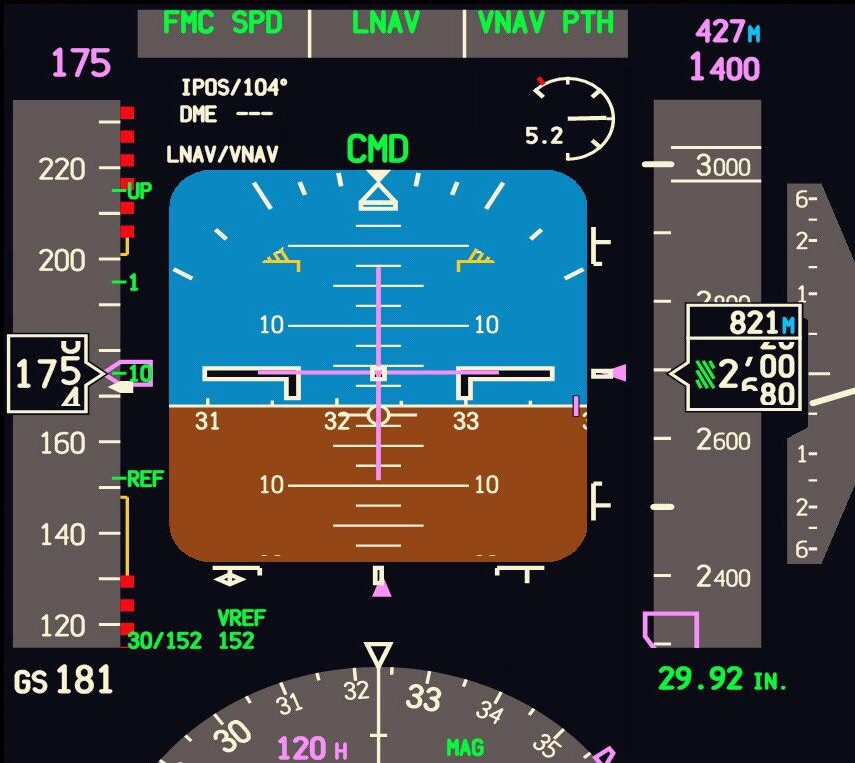
一架波音737的主飞行显示器

主飞行显示器（英語：primary flight display，缩写PFD）是一种专用于显示飞行信息的现代飛行儀表。与多功能显示器类似，主飞行显示器基于液晶显示器（LCD）或阴极射线管（CRT）显示器制造。它将传统的飛行儀表及仪器结合统一，紧凑显示在一个显示屏上，简化了飞行员的工作流程和驾驶舱布局。
1980年代以来建造的大多数客机以及许多商務噴射機和越来越多的通用航空飞机配备了装有主飞行显示器及其他多功能显示器的玻璃驾驶舱。
配有主飞行显示器的玻璃驾驶舱中未完全去除机械仪表，它们是出现电气故障时的备份仪器。

## 组件
虽然主飞行显示器不直接使用全静压系统来物理显示飞行数据，它仍使用该系统的气压和气压表读数取得高度、空速、垂直速度以及其他精确测量值。一台大气数据计算机分析这些信息并将其以可读形式显示给飞行员。有许多制造商生产主飞行显示器，虽然外观和功能略有不同，但向飞行员显示信息的方式都比较类似。

## 布局

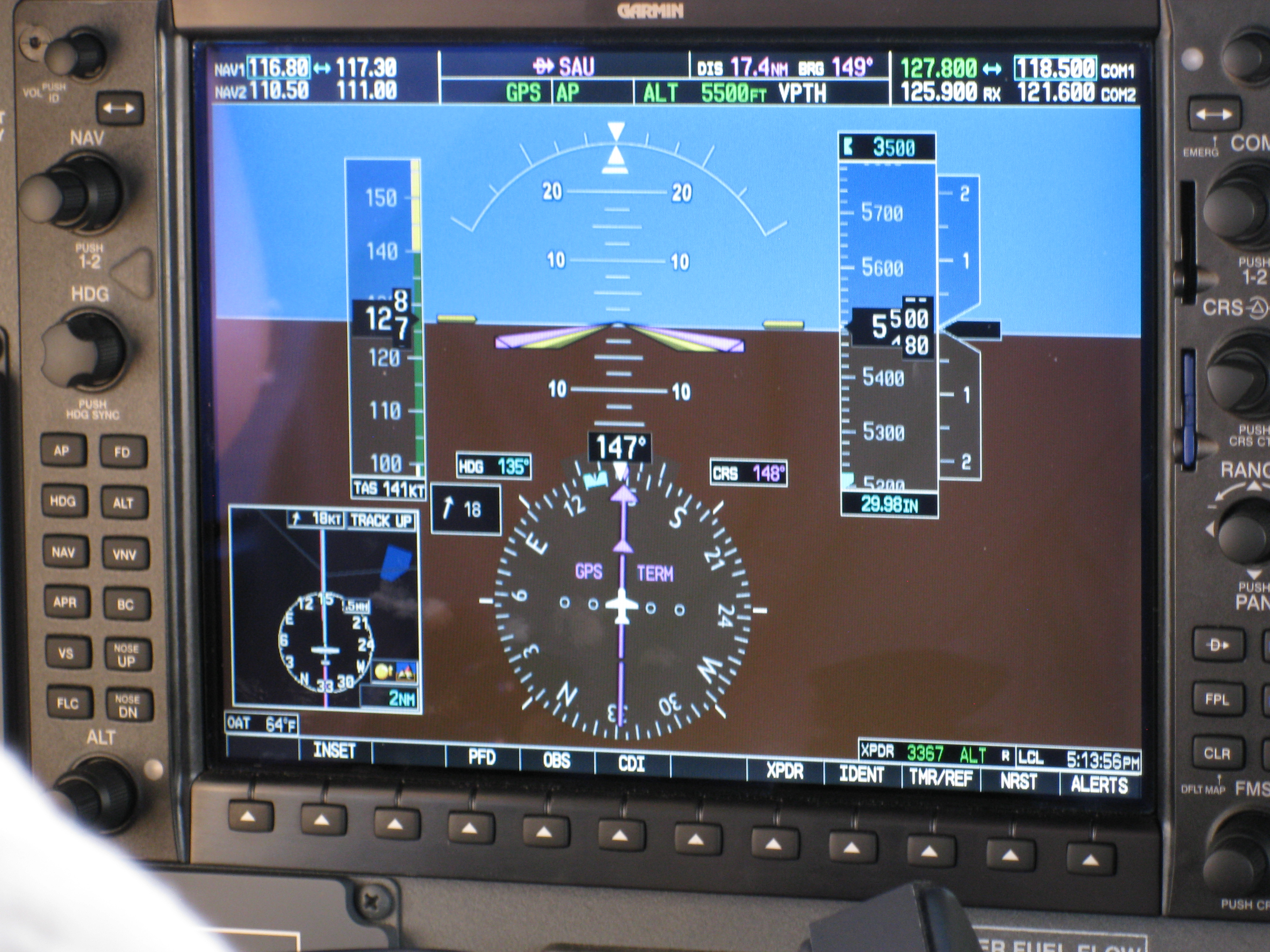
主飞行显示器Garmin 1000

一台主飞行显示器（PFD）的显示布局细节可能因多种原因（飞机、飞机制造商、PFD具体型号、飞行员及航空公司进行的设置）有很大差异。但是，大多数主飞行显示器遵循相似的布局习惯。
主飞行显示器的重要通常包含姿态指示器（AI），其向飞行员提供有关飞机的俯仰特征以及飞机相对于地平线的方向。但与传统的姿态指示器不同，面板内不包含机械陀螺仪，而是从单独设备摄取信息并将其显示。态度指引仪的设计外观很像传统的机械AI。可能出现的其他信息还包括失速角、跑道图、ILS定位器以及滑跑路径指针等。与机械仪器不同的是，该信息可根据需要进行更新，例如失速角度可实时调整以反应根据飞行器当前配置（空速等）计算出的临界攻角。主飞行显示器还可显示由机载计算机计算得出的飞机在未来几秒内的路径指示符，使飞行员更容易预测飞机的运动和反应。
姿态指示器的左侧和右侧通常分别为空速和高度指示器。空速指示器显示飞机以節为单位的速度，而高度指示器显示飞机的高于平均海拔高度。这些测量通过飞机的全静压系统系统跟踪测量得出。与主飞行显示器的姿态指引仪相同，这些系统只是显示来自底层机械系统的数据，不包含任何机械部件（不同于飞机的空速指示器和高度计）。两项指示器都显示为一个垂直条带，随高度和空速的变化而上下滚动。两项指示器也都可能包含“小标识”来标记各种重要的速度和高度指标，例如：由飞行管理系统计算得出的V速率，当前配置的速度上限，失速速度，为自动驾驶仪选择的高度和空速，等等指标。
垂直速度指示器通常在高度指示器旁边，向飞行员显示飞机的上升或下降速度，或高度变化速度。这通常以每分钟的英尺数表示。举例来说，“+2”表示每分钟上升2000英尺，而“-1.5”表示每分钟下降1500英尺。它还可能有一个显示垂直运动一般方向和量的模拟指针。
主飞行显示器的底部是方位显示，向飞行员显示飞机的磁航向。此功能像是一个标准的磁航向指示器，会根据环境转动。此部分通常不仅显示当前航向，还会显示当前轨迹（相较地面实际路径）、转弯率、自动驾驶仪上当前的航向设置，以及其他指示器。
主飞行显示器上显示的其他信息包括导航标记信息、标识（控制自動駕駛）、ILS下滑道指示器、航线偏差指示器、高度指示器QFE设置，等等许多。
尽管主飞行显示器的布局可能非常复杂，但飞行员在习惯后，可以一目了然的从主飞行显示器上了解大量信息。

## 缺点
主飞行显示器（PFD）的布局存在高异变性，使飞行员有必要提前研究特定飞机的特定型号该设备，从而了解特定数据的呈现方式。虽然所有主飞行显示器在飞行参数的基础信息（速度、高度、姿态）方面往往相同，PFD上呈现的其他大量实用信息在不同型号的PFD上仍会以不同格式显示。例如说，一种PFD可能将当前迎角显示为姿态指示器旁的微小表盘，而另一种可能就将该信息叠加在姿态指示器上显示。由于主飞行显示器的各种图形标记无文字标签，飞行员必须提前了解它们的含义。
主飞行显示器的故障将使飞行员失去极其重要的信息来源。虽然备份仪器仍能提供最基本的信息，但它们可能分布在驾驶舱中的数个位置，驾驶员必须观察多处才能了解，而主飞行显示器可在一个显示器上显示所需的大量信息。此外，当主飞行显示器故障时，一些不太重要的信息（如速度和高度标识、失速角度等）将会直接消失——这不一定危机飞行安全，但确实增加飞行员的工作量并且降低姿态感知。